# Внуково (Смоленская область)
Внуково — деревня в Монастырщинском районе Смоленской области России. Расположена в западной части области в 60 км к юго-западу от Смоленска, в 11 км к западу от Монастырщины, в 45 км западнее шоссе А141 Орёл — Витебск, на высоком берегу реки Молоховка. Входит в состав Добросельского сельского поселения.
В декабре 2023 года умерла последняя постоянная жительница деревни; в настоящее время единственный оставшийся жилой дом изредка посещают наследники.

## История
В XIX веке сельцо Внуково Краснинского уезда Смоленской губернии принадлежало представителям дворянского рода Ельчаниновых, затем сыну Александры Ивановны Ельчаниновой Николаю Ивановичу Мазаровичу, внуку русского посла в Тегеране, библиографу Петербургской Публичной библиотеки, впоследствии — предводителю дворянства Краснинского уезда, статскому советнику. Во Внукове провёл детство его сын, известный советский учёный-геолог Александр Мазарович (1886 — 1950).
Остатки фундамента барского дома ещё можно обнаружить в центре густой рощи на окраине деревни, о которой с некоторых ракурсов можно угадать, что когда-то она была регулярным парком…
В годы Великой Отечественной войны деревня была оккупирована гитлеровскими войсками в июле 1941 года, освобождена в сентябре 1943 года.